# Pomnik cesarza Wilhelma I w Bydgoszczy
Pomnik Wilhelma I – pomnik konny, który znajdował się na placu Wolności w Bydgoszczy w latach 1893-1919, a następnie w Międzyrzeczu.

## Historia
Idea wzniesienia pomnika cesarza Wilhelma I w Bydgoszczy narodziła się w 1888 podczas uroczystości żałobnych ku czci zmarłego monarchy pruskiego. Propozycję wzniesienia pomnika zmarłego cesarza, jako hołdu dla twórcy Cesarstwa Niemieckiego podniósł przewodniczący Rady Miasta Bydgoszczy Ludwig Kolwitz. Władze miejskie podjęły pomysł, proponując zarazem, aby ze względu na niedobory w kasie miejskiej zrezygnować z pomnika konnego i ograniczyć się do skromniejszej formy – postaci stojącej.
25 lutego 1888 ukonstytuował się komitet organizacyjny budowy pomnika. Fundusze na jego budowę pochodziły głównie ze składek społecznych oraz od władz miejskich. W listopadzie 1888 komitet organizacyjny wybrał plac Wolności na miejsce lokalizacji oraz ogłosił konkurs na wykonanie projektu pomnika konnego. Władze miejskie zdecydowały się powierzyć wykonanie pomnika Aleksandrowi Calandrelliemu – rzeźbiarzowi pochodzenia włoskiego, autorowi rzeźb monumentalnych, m.in. posągu konnego Fryderyka Wilhelma IV w Starej Galerii Narodowej w Berlinie. Artysta w lutym 1891 wystawił projekt pomnika na widok publiczny w sali bydgoskiego ratusza.
Kamień węgielny pod pomnik położono 24 sierpnia 1893 roku. Odlew z brązu wykonała firma odlewnicza A G Bildgiesserei z Friedrichshagen koło Berlina. Uroczystość odsłonięcia pomnika 17 września 1893 poprzedził uroczysty pochód, który wyruszył o godzinie 11 z Nowego Rynku przez Stary Rynek do placu Wolności. Uczestniczyli w niej przedstawiciele nadprezydenta Prowincji Poznańskiej, prezydenta Rejencji oraz władze miasta. Uroczystość zakończyła defilada i pochód powrotny do pomnika Fryderyka II na Starym Rynku.
Jeszcze w 1893 dokonano naprawy pomnika, mocując w cokole kopyta końskie. W 1894 ułożono alejki spacerowe okalające pomnik, zainstalowano latarnie gazowe oraz ogrodzono teren ozdobnym łańcuchem. W latach 1893–1919 monument był miejscem wielu oficjalnych uroczystości państwowych.
W lipcu 1919, po przesądzonym postanowieniami traktatu wersalskiego powrocie Bydgoszczy do Polski, pomnik został zdemontowany i wywieziony do Międzyrzecza i nigdy już nie wrócił do Bydgoszczy.

## Projekt i wymowa
Pomnik wykonany z brązu przedstawiał cesarza siedzącego na kroczącym stępa koniu. Posąg był przykładem rzeźby klasycznej, nawiązującej do pomnika Marka Aureliusza w Rzymie (II wiek n.e.). Ogólny koszt wykonania i postawienia pomnika wyniósł 73 tys. marek. Ustawiono go na murowanym cokole obłożonym granitowymi płytami. Na płycie czołowej umieszczono dekoracyjną tablicę z imieniem cesarza.
Po ustawieniu na placu posąg był skierowany na zachód, w stronę ulicy Gdańskiej. Mierzył ok. 4 m wysokości.